# Chevroux–La Bessime
Chevroux–La Bessime est le nom d'un site palafittique préhistorique des Alpes, situé sur les rives du lac de Neuchâtel sur la commune de Chevroux dans le canton de Vaud, en Suisse. Le site a été classé le 27 juin 2011 au patrimoine mondial de l'UNESCO avec 110 autres sites lacustres du Néolithique dans les Alpes. 
Les habitats de ce site sont les mieux conservés de la région de Chevroux. Par la grande densité des habitats, le site présente un grand intérêt pour l'étude du développement des habitats dans cette région. Le principal intérêt du site est une couche archéologique bien conservée datant du Néolithique moyen.